# Neurigona alajuela
Neurigona alajuela är en tvåvingeart som beskrevs av Stefan Naglis 2003. Neurigona alajuela ingår i släktet Neurigona och familjen styltflugor. Inga underarter finns listade i Catalogue of Life.